# À Sombra do Cipreste
À Sombra do Cipreste é um livro de contos do escritor brasileiro Menalton Braff, publicado em 1999 pela Fábrica do Livro (editora Palavra Mágica), e vencedor do Prêmio Jabuti de Literatura em 2000, na categoria "Livro do Ano - Ficção". É, também, o nome do primeiro conto do livro.
Os contos Anoitando e Crispação fazem parte, originalmente, do livro Na Força de Mulher, publicado em 1984 pela editora Seiva, sob o pseudônimo Salvador dos Passos.

## Contos do Livro
- À Sombra do Cipreste
- Adeus, Meu Pai
- Anoitando
- Concerto Para Violino
- Crispação
- Domingo
- Elefante Azul
- Estátua de Barro
- Guirlandas e Grinaldas: O Perfume
- Moça Debaixo da Chuva: Os Ínvios Caminhos
- No Dorso do Granito
- O Banquete
- O Relógio de Pêndulo
- O Vôo da Águia
- Paisagem do Pequeno Rei
- Pequeno Coração Álgido
- Terno de Reis
- Adagio Appassionato